# 北海道札幌北陵高等学校
北海道札幌北陵高等学校（ほっかいどう さっぽろほくりょうこうとうがっこう、Hokkaido Sapporo Hokuryo High School）は、北海道札幌市北区屯田にある公立（道立）の高等学校。全日制普通科。

## 概要
1972年（昭和47年）に旧一条中学校を仮校舎とする形で開校する。2022年度には制服のリニューアルが行われた。1学年の定員数は320名。
毎年卒業生の8割以上が大学に進学するなど、進学に力を入れた進路指導が行われている。令和5年度には国公立大学に90名以上の合格者を出した。
教育目標
（2023年3月まで）
1. ひとりひとりを大切にし，その可能性を最大限に伸ばす教育
2. あらゆる機会をとらえ，調和のとれた人間形成をめざす教育
3. たえず向上しようとする旺盛な意欲のもと，充実した気力と強じんな体力を養う教育

（2019年3月から）
1. 自己を開く　　他者の考えにふれ、自己を成長させようとする姿勢
2. 知を啓（ひら）く　　先人の知に学び、視野をひろげようとする姿勢
3. 未来を拓（ひら）く　　新時代の担い手としての使命を探り、社会に貢献しようとする姿勢

校訓
- 自立　人に甘えず自己の責任を自覚し，自己を確立する
- 敬愛　思いやりの心を持ち，自己中心性を脱却する
- 進取　常に前向きにとりくみ，自己を高める努力を怠らない

## 教育
55分授業で1日6コマ （6時間授業）制が採用されている。芸術科目は音楽、美術、書道から選択が可能。理科の科目は地学を修学することはできない。体育で行われる武道は柔道が指定されている。スキー学習及び水泳学習は行われない。
生徒は、志望する進学先に応じて類型（コース）を選択する。
| 類型 | 第1学年・第2学年前期 | 第2学年後期    | 第3学年前期            | 第3学年後期                 |
| ---- | -------------------- | -------------- | ---------------------- | --------------------------- |
| 理型 | 共通                 | 理I            | 自然科学探求型（理I）  | サイエンスコース（理I）     |
| 理型 | 共通                 | 理II           | 自然科学探求型（理II） | サイエンスコース（理II）    |
| 理型 | 共通                 | 理II           | 自然科学探求型（医I）  | メディカルコース（医I）     |
| 文型 | 共通                 | 人文科学探求型 | 人文科学探求型         | 人文科学探求コース（文I）   |
| 文型 | 共通                 | 人文科学探求型 | 人文科学探求型         | 人文科学探求コース（文II）  |
| 文型 | 共通                 | 人文科学探求型 | 人文科学探求型         | 人文科学探求コース（文III） |

- 以前は理科3科目を必要とする医学部志願者向けのメディカルコース（医II）があったが、希望者が少数のため、事実上廃止された。

## 沿革
（沿革節の主要な出典は公式サイト）
- 1971年（昭和46年）
  - 11月27日 - 北海道教育委員会において、新設高等学校開設要綱を発表する。
  - 12月3日 - 校名を北海道札幌北陵高等学校に決定する。
- 1972年
  - 3月13日 - 校旗の意匠を決定する。
  - 3月14日 - 校章と制服を決定する。
  - 4月10日 - 開校式並びに第1回入学式を挙行する。札幌市立中央中学校旧一条校舎（中央区南2条東6丁目、現在の札幌市民ギャラリーの敷地内）を仮校舎として使用。
- 1974年11月13日 - 現在地に校舎完成、移転。
- 1981年
  - 7月24日 - 校訓を制定する。
  - 10月3日 - 創立10周年記念式典を挙行する。
- 1991年（平成3年）10月6日 - 創立20周年式典を挙行する。
- 1997年4月1日 - 2期制を導入する。
- 2001年10月28日 - 創立30周年記念式典を挙行する。
- 2002年4月1日 - 新制服に改定する。
- 2011年4月1日 - 制服（女子）の一部改定。
- 2017年7月 - 制服（夏服）の一部改定。
- 2019年3月 - 学校教育目標の改定

## 部活動
22の体育系部活動・同好会と11の文化系部活動・同好会、3つの外局がある（2011年度現在）。

### 体育系部活動
| - 陸上競技部 - 野球部 - 柔道部（現在廃部） - 剣道部（現在廃部） - 弓道部 - 空手道部（現在廃部） - 男子バスケットボール部 - 女子バスケットボール部 - サッカー部 - ハンドボール部 - 男子バレーボール部 | - 女子バレーボール部 - 男子バドミントン部 - 女子バドミントン部 - 男子硬式テニス部 - 女子硬式テニス部 - ソフトテニス部 - 卓球部 - 少林寺拳法部 - ソフトボール部（現在廃部） - ゴルフ部（現在廃部） - 水泳部（現在廃部） |

### 文化系部活動
| - 漫画研究部 - 美術部 - ブログ - 書道部 - 自然科学部 - 写真部 | - 演劇部 - ホームページ - ウェイバックマシン（2009年1月23日アーカイブ分）(現在廃部) - 文芸部 - ホームページ (現在廃部) - 茶道部 - アカペラ部 - ホームページ(現在廃部) - 合唱部 - ホームページ - ウェイバックマシン（2007年9月15日アーカイブ分） |

### 外局
| - 放送局 - 新聞局(現在廃止) | - 図書局 - 吹奏楽局 |

### その他
| - 生徒会本部 | - ボランティア委員会 |

## 施設
- グラウンド……野球場、ソフトボール場、サッカー場（1面）、陸上トラック（300m）
- テニスコート（4面）
- 弓道場（屋外）
- 体育館……第1体育館、第2体育館
- 格技場（陵道館）
- 家庭科室
- 美術室
- 書道室
- 茶道室
- 音楽室
- トレーニング室
- 図書室
- 放送室
- 進路指導室（自習室）

### 購買
- 平日の日中のみ営業。
- 生徒ホールに設置されており、自動販売機（キリンビバレッジ・サントリー）が常時使用可能。
- 飲料は紙パック、缶、ペットボトルで販売している。
- 学食はない。

## 年間の行事
- 4月 - 始業式、着任式、入学式、対面式、生徒会オリエンテーション、宿泊研修
- 5月 - 高体連壮行会
- 6月 - 前期中間考査、遠足
- 7月 - 学校祭、基礎学力養成講習（1、2年）、夏期講習
- 8月 - 夏期講習、学習確認テスト、学校公開、体育大会
- 9月 - 前期期末考査、前期終業式
- 10月 - 後期始業式、見学旅行
- 11月 - 出張講義
- 12月 - 後期中間考査、クリスマス会、冬期講習
- 1月 - 冬期講習、学習確認テスト（1、2年）、基礎学力養成講習（1、2年）
- 2月 - 後期期末考査（1、2年）
- 3月 - 卒業式、学年行事（1、2年）、修了式、離退任式、春期講習

（2016年度現在）

## 著名な出身者
- 井川絵美 - タレント
- 伊戸のりお - 作曲家、編曲家
- 乾ルカ - 小説家
- 今村ねずみ - 俳優、演出家
- 岡田敦 - 写真家、作家
- 岡本聡 - 計算機科学者
- 勝部賢志 - 参議院議員
- 小林直 - ミュージシャン
- すぎむらしんいち - 漫画家
- DAISHI DANCE - ミュージシャン・DJ
- 武田真治 （1年生修了時に都立高校に転校）- 俳優
- 外山啓介 - ピアニスト
- 藤井英雄 - 出前館社長、元楽天マート副社長
- 柾木玲弥 - 俳優
- 横山信一 - 参議院議員、復興副大臣
- 箕輪直人 - タレント
- 加藤伊織 - バレーボール選手

## 交通
北海道中央バス「北陵高校前」停留所より下車。停留所までは麻生駅、栄町駅、札幌駅北口、札幌ターミナル、石狩庁舎（石狩市役所）などから結ばれる。